# 土浦亀城邸
土浦亀城邸（つちうらかめきてい）は東京都品川区上大崎にあった住宅。建築家の土浦亀城が自宅として設計した。土浦が設計した自宅建築としては2つめに当たる。

## 概要
1935年竣工で、日本を代表する初期モダニズム建築（バウハウス派）であるとされる。木造乾式構法やシステムキッチンを採用するなど、後の日本の都市住宅に大きな影響を与えた。
土浦の生前、江戸東京たてもの園への移築が東京都から打診されたが、江戸東京たてもの園を視察した土浦は「ぼくの家は坂に建っているから、平らなところではどう見せるのかな」と答え、その後移築構想自体が凍結された。
1995年に東京都の有形文化財に指定され、1999年にDOCOMOMO JAPAN選定 日本におけるモダン・ムーブメントの建築に選ばれている。土浦とその妻が死去するまで暮らし、夫妻の没後は所有者の２度の交代を経ている。その後、「文化財所有者から土地所有者の株式会社ピーオーリアルエステートに寄贈」され、2023年に解体。2024年3月、南青山２丁目に竣工したPOLA青山ビルディングの敷地内に移築された。